# Az Év Kórháza díj
Az Év Kórháza választást az interneten a HáziPatika.com  hirdette meg, először 2005-ben. 
A magyarországi kórházi betegellátás színvonalát különféle szakmai mutatók és mérőszámok segítségével a szakma és a finanszírozó is rendszeresen vizsgálja, azonban az eredmények elsősorban a szakma részére adnak visszajelzést, és igen csekély mértékben jelenítik meg az ellátott beteg véleményét. E hiányosság kiküszöbölésére hirdetik meg minden évben Az Év Kórháza szavazást, ahol az érdeklődők szavazhatnak Magyarország összes kórházára és klinikájára. A látogatók ötfokú skálán osztályozhatják az intézményeket összesen öt kategóriában: Orvos-szakmai ellátás, Ápolás- és szakszemélyzet, Infrastruktúra, Ellátás, Környezet és tisztaság. 
Az abszolút győztes egy évig viselheti „Az Év Kórháza” címet, valamint egymillió forint értékben számítástechnikai eszközöket kap. 
2005-ben 63 ezren, 2006-ban már 107 ezren nyilvánítottak véleményt.

## Az év kórháza
- 2008 – Borsod-Abaúj-Zemplén Megyei Kórház és Egyetemi Oktató Kórház - Miskolc
- 2007 – Lumniczer Sándor Kórház-Rendelőintézet - Kapuvár
- 2006 – PTE ÁOK OEC Anaesthesiológiai és Intenzív Terápiás Intézet
- 2005 – Országos Sportegészségügyi Intézet – Budapest (Sportkórház)

## Kategória győztesek

### Orvos-szakmai ellátás
- 2008 – Borsod-Abaúj-Zemplén Megyei Kórház és Egyetemi Oktató Kórház - Miskolc
- 2007 – PTE ÁOK OEC Szülészeti és Nőgyógyászati Klinika - Pécs
- 2006 – PTE ÁOK OEC Anaesthesiológiai és Intenzív Terápiás Intézet
- 2005 – Országos Sportegészségügyi Intézet – Budapest

### Ápolás- és szakszemélyzet
- 2008 – Borsod-Abaúj-Zemplén Megyei Kórház és Egyetemi Oktató Kórház - Miskolc
- 2007 – PTE OEKK ÁOK Szívgyógyászati Klinika - Pécs
- 2006 – Országos Sportegészségügyi Intézet
- 2005 – Országos Sportegészségügyi Intézet – Budapest

### Infrastruktúra
- 2008 – Borsod-Abaúj-Zemplén Megyei Kórház és Egyetemi Oktató Kórház - Miskolc
- 2007 – Területi Kórház, Mátészalka - Mátészalka
- 2006 – PTE ÁOK OEC Anaesthesiológiai és Intenzív Terápiás Intézet
- 2005 – Nagykanizsa Megyei Jogú Város Kórháza – Nagykanizsa

### Ellátás
- 2008 – Dombóvári Szent Lukács Egészségügyi Közhasznú Társaság - Dombóvár
- 2007 – Országos Sportegészségügyi Intézet - Budapest
- 2006 – PTE ÁOK OEC Anaesthesiológiai és Intenzív Terápiás Intézet
- 2005 – Országos Sportegészségügyi Intézet – Budapest

### Környezet és tisztaság
- 2008 – Zirc Városi Erzsébet Kórház-Rendelőintézet - Zirc
- 2007 – Területi Kórház, Mátészalka - Mátészalka
- 2006 – PTE ÁOK OEC Anaesthesiológiai és Intenzív Terápiás Intézet
- 2005 – PTE ÁOK OEC Szívgyógyászati Klinika – Pécs